# Baskets Oldenburg
EWE Baskets Oldenburg is een professionele basketbalclub uit Oldenburg in Duitsland. De club speelt in de Basketball Bundesliga (BBL). De naam van de club komt van hoofdsponsor EWE AG, een energiebedrijf.

## Geschiedenis
De club begon in 1954 als de basketbalafdeling van de sportclub Oldenburger TB. In 2001 werd deze afdeling afgesplitst om EWE Baskets Oldenburg te vormen.
In het seizoen 2008/09 boekte EWE Baskets hun grootste succes door het Duitse kampioenschap te winnen. Hierdoor speelde de club in het seizoen 2009/2010 in de Euroleague.

## Stadions
Oldenburg speelt hun thuiswedstrijden in de EWE Arena, dat een capaciteit van 6.069 mensen heeft.

## Erelijst
- Basketball Bundesliga: 2009
  - Tweede: 2013, 2017
- Duitse Beker: 2015
- BBL Champions Cup: 2009
- 2. Basketball Bundesliga: 1987, 1998, 2000
- FIBA EuroChallenge:
  - Derde: 2013

## Coaches
- 1999-2001:  Ivan Vojtko
- 2001-2002:  Anthony Taylor
- 2002:  Nenad Josipović
- 2002-2007:  Don Beck
- 2007-2012:  Predrag Krunić
- 2012:  Ralph Held
- 2012-2015:  Sebastian Machowski
- 2015-2022:  Mladen Drijenčić
- 2022:  Alen Abaz
- 2022:  Ingo Freyer
- 2022-heden:  Pedro Calles

## Bekende (oud)-spelers
| - Maxime De Zeeuw - Robin Smeulders - Ruben Boumtje-Boumtje - Vladimir Mihailović - Owen Klassen | - Kyle Foster |

- Virtual International Authority File: 155796345